# William Weld
William Floyd "Bill" Weld (Smithtown, Nueva York, 31 de julio de 1945) es un abogado, empresario, escritor y político republicano estadounidense que se desempeñó como el 68.º gobernador de Massachusetts de 1991 a 1997. Weld se postuló para la nominación republicana para presidente de los Estados Unidos de América en 2020. Un graduado de Harvard y Oxford, Weld comenzó su carrera como asesor legal del Comité de la Cámara de los Estados Unidos sobre el Poder Judicial antes de convertirse en el fiscal de los Estados Unidos para el Distrito de Massachusetts y más tarde, el asistente del fiscal general de los Estados Unidos para la División Criminal. Trabajó en una serie de casos de corrupción pública de alto perfil y más tarde renunció en protesta por un escándalo ético y las investigaciones asociadas al fiscal general Edwin Meese.
Weld fue elegido gobernador de Massachusetts en 1990. En las elecciones de 1994, fue reelegido por el mayor margen de victoria en la historia de Massachusetts. En 1996, fue el candidato republicano para el Senado de los Estados Unidos en Massachusetts, perdiendo ante el titular demócrata John Kerry. Weld renunció como gobernador en 1997 para centrarse en su nominación por el presidente Bill Clinton para servir como embajador de los Estados Unidos en México; Debido a la oposición del presidente del comité de Relaciones Exteriores del Senado socialmente conservador Jesse Helms, se le negó una audiencia ante el comité de Relaciones Exteriores y retiró su nominación. Después de mudarse a Nueva York en el año 2000, Weld buscó la nominación republicana para gobernador de Nueva York en las elecciones de 2006; cuando el Partido Republicano respaldó a John Faso, Weld se retiró de la carrera.
Weld se involucró en la política presidencial en años posteriores. En 2016, dejó el Partido Republicano para convertirse en el compañero de fórmula del Partido Libertario del exgobernador de Nuevo México Gary Johnson. Recibieron casi 4.5 millones de votos, el número más alto para un boleto libertario y el mejor para cualquier boleto de terceros desde 1996.
Volviendo al Partido Republicano, Weld anunció en abril de 2019 que desafiaría al presidente Donald Trump en las primarias republicanas de 2020, lanzando su campaña. Ganó su primer delegado de las primarias en el caucus de Iowa en febrero, convirtiéndose en el primer republicano desde Pat Buchanan en 1992 en ganar un delegado mientras se postulaba contra un presidente en ejercicio. Weld suspendió su campaña el 18 de marzo de 2020, poco después de que el recuento de delegados de Donald Trump lo convirtiera en el presunto candidato republicano.

## Antecedentes
Weld nació en Smithtown, Nueva York, el 31 de julio de 1945 . El padre de Weld, David (1911–1972), era un banquero de inversiones; su madre, Mary Nichols Weld (1913–1986), era descendiente de William Floyd, firmante de la Declaración de Independencia de los Estados Unidos . Su antepasado Edmund Weld fue uno de los primeros estudiantes (clase de 1650) en el Harvard College; otros dieciocho Welds han asistido a Harvard, y dos edificios de Harvard llevan el nombre de la familia. Un primo lejano, el general Stephen Minot Weld Jr., luchó con distinción en la Guerra Civil .
Weld asistió a la escuela Middlesex School en Concord, Massachusetts , se graduó con un AB summa cum laude en clásicos del Harvard College en 1966, estudió economía en el University College de Oxford y se graduó con un JD cum laude de la Harvard Law School en 1970. 
Sus hermanos son Francis "Tim" Weld, David Weld y Anne (nombre de casada Collins). Su abuelo materno fue el ictiólogo y ornitólogo John Treadwell Nichols, y su primo hermano es el novelista John Nichols . 

## Carrera temprana

### Consulta de juicio político de Nixon
Weld comenzó su carrera legal como abogado junior en el equipo de investigación de juicio político del Comité Judicial de la Cámara de los Estados Unidos durante el proceso de juicio político de 1974 contra Richard Nixon. Contribuyó al innovador informe "Motivos constitucionales para la destitución presidencial", que detallaba la base histórica y los estándares para la destitución de un presidente. También trabajó en investigar si el embargo de fondos apropiados era un delito impecable. Entre sus colegas estaba Hillary Clinton.

### Fiscal Federal de Massachusetts
La experiencia de Weld en el personal de investigación de juicio político despertó su interés en el derecho penal. Regresó después a Massachusetts, donde se postuló sin éxito para el procurador general de Massachusetts en 1978. Perdió ante el titular demócrata Francis X. Bellotti por 1,532,835 votos (78.4%) a 421,417 (21.6%).
En 1981, se recomendó a la autógena presidente Reagan por Rudolph W. Giuliani, a continuación, asociado de Justicia de Estados Unidos, para el cargo de la fiscal federal para Massachusetts. Durante el mandato de Weld, la oficina del fiscal general procesó a algunos de los bancos más grandes de Nueva Inglaterra en casos de lavado de dinero y otros delitos de cuello blanco. Weld amplió una investigación de corrupción pública en curso de la administración del alcalde de Boston Kevin White. Más de 20 empleados de la ciudad fueron acusados, declarados culpables o condenados por una serie de cargos, incluidos varios partidarios políticos clave del alcalde.  En 1985, The Boston Globedijo Weld "ha sido, con mucho, la figura más visible en el enjuiciamiento de las instituciones financieras". 
Weld ganó reconocimiento nacional en la lucha contra la corrupción pública: ganó 109 condenas de 111 casos. 
En 1983, The Boston Globe declaró: "La oficina del Fiscal de los Estados Unidos no ha perdido un solo caso de corrupción política desde que Weld se hizo cargo, un logro que se cree que no tiene paralelo en las diversas jurisdicciones federales".

### Promoción al Departamento de Justicia
En 1986, el presidente Ronald Reagan ascendió a Weld a jefe de la División Criminal del Departamento de Justicia en Washington, donde Weld supervisó a 700 empleados. Weld fue responsable de supervisar todos los enjuiciamientos federales, incluidos los investigados por el FBI y la Administración de Control de Drogas, así como el trabajo de los 93 fiscales estadounidenses (que para entonces incluían a Rudy Giuliani en Manhattan). Durante este tiempo, Weld trabajó en algunos de los enjuiciamientos e investigaciones más importantes de la administración Reagan, incluida la captura de Manuel Noriega de Panamá por cargos de tráfico de drogas.
En marzo de 1988, Weld renunció al Departamento de Justicia, junto con el fiscal general adjunto de los Estados Unidos Arnold Burns y cuatro ayudantes, en protesta por la conducta indebida del fiscal general de los Estados Unidos Edwin Meese. En julio de 1988, Weld y Burns testificaron conjuntamente ante el Congreso a favor de un posible enjuiciamiento de Edwin Meese por su conducta financiera personal, luego de un informe de un fiscal especial que investigaba a Edwin Meese. Meese renunció a su cargo en julio de 1988, poco después del testimonio de Weld y Burns. 
De 1988 a 1990, Weld fue socio principal de Hale y Dorr . 

## Gobernador de Massachusetts (1991–97)
En 1990, Weld anunció su candidatura para gobernador de Massachusetts , para reemplazar al extrovertido Michael Dukakis. Aunque los republicanos constituían menos del 14% del electorado de Massachusetts y un republicano no había ganado las elecciones para gobernador desde 1970, las posturas liberales de Weld en cuestiones sociales lo convirtieron en un candidato viable para el cargo en el estado fuertemente demócrata. En la convención republicana estatal, los funcionarios del partido respaldaron a Steven Pierce sobre Weld, y las encuestas iniciales tenían a Pierce por delante en 25 puntos porcentuales. Weld obtuvo suficiente apoyo para forzar una primaria, y en una elección molesta, Weld ganó la nominación republicana sobre Pierce por un margen de 60-40. 
En las elecciones generales, se enfrentó a John Silber, presidente de la Universidad de Boston. Las encuestas mostraron a Weld en cualquier lugar, desde un empate estadístico hasta un retroceso de hasta diez puntos. La insatisfacción de los votantes con la mayoría demócrata del estado le dio a Weld apoyo para sus promesas de reducir el déficit estatal, reducir la tasa de desempleo y recortar los impuestos. El 6 de noviembre de 1990, fue elegido como el 68.º gobernador de Massachusetts por un margen del 50–47%, para convertirse en el primer gobernador republicano de Massachusetts desde que Francis W. Sargent dejó el cargo en 1975. El gobernador Weld generalmente se considera ha sido un gobernador republicano moderado o liberal. Es fiscalmente conservador y socialmente liberal.
La comunidad empresarial reaccionó fuertemente al liderazgo de Weld. En una encuesta realizada en 1994 a los directores ejecutivos realizada por el Consejo de Alta Tecnología de Massachusetts, el 83% de los encuestados calificó el clima comercial del estado como bueno o excelente, en comparación con solo el 33% al comienzo de su mandato. Los defensores podrían afirmar que el liderazgo de Weld cambió las mentes del 50% de los CEOs encuestados, mientras que otros notarían que las tendencias económicas nacionales u otros factores podrían influir. Weld también cosechó los beneficios de la prosperidad de la década de 1990, ya que la tasa de desempleo del estado disminuyó en más de 3 puntos porcentuales durante su primer mandato, del 9.6% en 1991 al 6.4% en 1994. Como resultado, Weld recibió calificaciones de A en 1992, B en 1994, y B en 1996 del Instituto Cato, un grupo de expertos libertario, en su informe bienal de política fiscal sobre los gobernadores de Estados Unidos. En 1993 apoyó la adopción de un proyecto de ley de control de armas en Massachusetts que incluía límites a las compras de armas para menores de 21 años, además de prohibir ciertos tipos de armas, que finalmente no se aprobaron. Desde entonces ha renunciado a esta propuesta. Weld es proabortista y ayudó a introducir legislación para facilitar el acceso de las mujeres a los procedimientos de aborto.  Como gobernador, apoyó los derechos de gays y lesbianas . En 1992, firmó una orden ejecutiva para reconocer los derechos de pareja doméstica para parejas del mismo sexo. En 1993, promulgó una ley que protege los derechos de los estudiantes homosexuales y lesbianas. También dijo que reconocería los matrimonios entre personas del mismo sexo que podrían realizarse fuera del estado después de una decisión judicial en Hawái. Durante su mandato, lanzó un esfuerzo exitoso para privatizar los servicios humanos de muchos estados, despidiendo a miles de empleados estatales. También trabajó para ampliar el acceso a Medicaid solicitando más fondos federales y, luego, permitiendo que más residentes califiquen para el plan para resolver problemas presupuestarios y aumentar el acceso a la atención médica en el estado. Después de recortar el gasto estatal año tras año durante sus primeros dos años, el Partido Republicano perdió su capacidad de mantener un veto en la legislatura debido a pérdidas en el Senado del Estado de Massachusetts, lo que obligó a Weld a hacer mayores concesiones a los legisladores demócratas. 
En 1994 , Weld ganó la reelección con el 71% de los votos en la contienda gubernativa más unilateral en la historia electoral de Massachusetts. Weld llevó a todos menos cinco ciudades en todo el estado, incluso a Boston. Después de su victoria aplastante, Weld consideró brevemente postularse para la presidencia en 1996.

#### Gabinete y administración
| El gabinete de Weld                             | El gabinete de Weld                                                             | El gabinete de Weld                               |
| ----------------------------------------------- | ------------------------------------------------------------------------------- | ------------------------------------------------- |
| OFICINA                                         | NOMBRE                                                                          | TÉRMINO                                           |
| Gobernador                                      | William Weld                                                                    | 1991-1997                                         |
| Vicegobernador                                  | Paul Cellucci                                                                   | 1991-1997                                         |
| Secretario de Transporte y Construcción         | Richard L. TaylorJames Kerasiotes                                               | 1991–1992 1992–1997                               |
| Secretario de Vivienda y Desarrollo Comunitario | Steven PierceMary L. Padula                                                     | 1991–1991 1991–1996                               |
| Secretario de asuntos ambientales               | Susan TierneyTrudy Coxe                                                         | 1991–1993 1993–1997                               |
| Secretario de asuntos del consumidor            | Gloria Cordes LarsonPriscilla DouglasNancy Merrick                              | 1991–1993 1993–1996 1996–1997                     |
| Secretaria de Salud y Servicios Humanos         | David P. ForsbergCharlie BakerGerald WhitburnJoseph V.GallantWilliam D. O'Leary | 1991–1992 1992–1994 1995–1996 1996–1997 1997–1997 |
| Secretario de Asuntos de Ancianos               | Franklin P. Ollivierre                                                          | 1991-1997                                         |
| Secretaria de trabajo                           | Christine Morris                                                                | 1991-1996                                         |
| Secretario de Administración y Finanzas         | Peter NessenMark E. RobinsonCharlie Baker                                       | 1991–1993 1993–1994 1994–1997                     |
| Secretario de seguridad pública                 | James B. RocheThomas C. RaponeKathleen O'Toole                                  | 1991–1992 1992–1994 1994–1997                     |
| Director de asuntos económicos                  | Stephen ToccoGloria Cordes Larson                                               | 1991–1993 1993–1996                               |
| Secretario de educación                         | Piedad RobertsonMichael Sentance                                                | 1991–1995 1995–1996                               |

### Elección al Senado de 1996
El 30 de noviembre de 1995, Weld anunció que desafiaría al actual senador demócrata John Kerry en las elecciones de 1996. Weld, quien se encontraba entre los primeros candidatos al Senado republicano razonablemente bien financiados en Massachusetts desde que Edward Brooke fue derrocado en 1978, dijo sobre la carrera: "He pasado algún tiempo recientemente considerando dónde puedo hacer el mayor bien para la gente de Massachusetts, y en este momento las peleas que más le importan a la gente de este estado están en otra arena, el Congreso ". 
La carrera se cubrió en todo el país como una de las carreras del Senado más observadas ese año. Observados por cuán civilizados fueron sus campañas respectivas entre sí, Kerry y Weld negociaron un límite de gastos de campaña y acordaron ocho debates por separado antes de las elecciones. Aunque enfrentaba una batalla cuesta arriba tradicional en un estado donde los demócratas superaron en número a los republicanos 3 a 1, y se postuló el mismo año que las elecciones presidenciales, Weld fue un gobernador titular popular y votó incluso con Kerry durante las elecciones. 
Al final, el senador Kerry ganó la reelección con un 53 por ciento frente al 45 por ciento de Weld, la última contienda en el Senado en Massachusetts hasta la elección especial para el escaño de Ted Kennedy en 2010. En particular, el presidente Bill Clinton ganó Massachusetts en 1996 con 62 % del voto.

### Nominación y renuncia de embajador
En julio de 1997, Weld fue nominado para convertirse en embajador de los Estados Unidos en México por el presidente Bill Clinton. Su nominación se estancó después de que el presidente del comité de Relaciones Exteriores del Senado, Jesse Helms, se negó a celebrar una audiencia sobre la nominación, bloqueándola efectivamente. Helms también era republicano y su partido tenía la mayoría en la cámara, pero Helms se opuso a la postura moderada de Weld sobre cuestiones sociales como su apoyo a los derechos de los homosexuales, los derechos al aborto y la legalización de la marihuana medicinal. También se rumoreaba que esta negativa a celebrar audiencias era a pedido del exfiscal general y amigo de Helms, Edwin Meese. Según los informes, Meese tenía un rencor de larga data contra Weld derivado de la investigación de Weld sobre Meese durante el asunto Irán-Contra. Meese negó las especulaciones y afirmó que deseaba mantenerse alejado de Weld. Weld criticó públicamente a Helms, lo que la Casa Blanca lo desanimó de hacer, pero Weld disfrutó la oportunidad y dijo: "Se siente como si estuviera en una campaña. Me siento con mucha energía. Me encanta agitar la olla. Parece que haga clic en más cilindros cuando la olla se agita ". El líder de la mayoría del Senado, Trent Lott, dijo que las posibilidades de Weld de ser confirmado no eran "muy buenas, y que se lastimó al atacar al presidente de manera injusta y con una retórica política que simplemente no se requería". Se especuló que la Casa Blanca dejaría que su nominación "muriera", pero él se negó, diciendo que esperaba que el presidente Clinton "no planea ceder a la extorsión ideológica" y que "quería enviar un mensaje de que quería ser capitán de mi barco [la nominación] incluso si va a tocar fondo ". Algunos especularon que atacar a Helms, más conservador, era una forma de posicionarlo para obtener votos de sus colegas republicanos moderados en una posible candidatura a la presidencia en 2000, pero rechazó esto, diciendo que "he tenido mucha gente yo en la calle y decir, 'dales el infierno.
Weld renunció a la gobernación el 29 de julio de 1997, para dedicar toda su atención a hacer campaña para la embajada, aunque pocos pensaron que sería exitoso; se especuló que realmente estaba renunciando porque se había cansado de servir como gobernador. Una mayoría bipartidista de senadores firmó cartas exigiendo que Helms adelantara su nominación, pero Helms se negó. Después de una intensa batalla de seis semanas, Weld admitió la derrota y retiró su nominación el 15 de septiembre de 1997. Comentó: "Le pedí al presidente Clinton que retirara mi nombre del Senado para poder regresar a Nueva Inglaterra, donde nadie tiene que acercarse al gobierno de rodillas para pedirle que cumpla con su deber ".

## Carrera posterior

### Bufete de abogados, socio de capital privado y elecciones de 2004
Weld fue socio en las oficinas de Boston y Manhattan de la firma internacional de abogados McDermott Will & Emery de 1997 a 2001, y jefe de la oficina de Nueva York de 2000 a 2001. En diciembre de 2000, la firma de capital privado Leeds Equity Partners anunció que Weld se uniría a la firma, que pasará a llamarse Leeds Weld & Co., como socio general, a partir del 1 de enero de 2001. En la firma de capital privado, Weld luego "redujo su papel a un asesor principal mientras consideraba una carrera por el gobernador de Nueva York "en 2005. Weld se reincorporó a McDermott Will & Emery en 2006. Weld fue admitido a la barra en Nueva York en 2008. En 2012, Weld se mudó al bufete de abogados de Boston Mintz, Levin, Cohn, Ferris, Glovsky y Popeo, convirtiéndose en socio allí y director de ML Strategies LLC, filial de relaciones gubernamentales de la firma. 
Durante la campaña de reelección del presidente George W. Bush, que se enfrentaba al viejo enemigo de Weld, John Kerry, Weld ayudó a Bush a prepararse para los debates.

### Administración de la universidad de Kentucky
De enero a octubre de 2005, Weld fue director ejecutivo de Decker College en Louisville, Kentucky. Su mandato terminó cuando la universidad se estaba cerrando bajo protección por bancarrota luego de un desacuerdo con el Departamento de Educación de los EE. UU. Sobre la acreditación de sus cursos relacionados con la construcción y la instrucción en línea. Este asunto seguiría a Weld en la carrera de 2006 por el gobernador de Nueva York, con el exsenador estadounidense de Nueva York, Alfonse D'Amato, afirmando que Weld fue responsable y supervisó el "saqueo multimillonario". 
El 27 de marzo de 2016, el Wall Street Journal informó como parte de un artículo de opinión que el "síndico de bancarrota Robert Keats alegó que [Ralph] LoBosco", un empleado del Departamento de Educación, "estaba tratando de vengarse del CEO de Decker William Weld". El artículo continuó: "El juez de derecho administrativo del Departamento de Educación, Robert Layton, afirmó recientemente que un tribunal de bancarrotas de 2012 determinó que el Consejo de Educación Ocupacional no había dicho la verdad al afirmar que los programas en línea de Decker nunca fueron acreditados. La afirmación 'objetivamente errónea' del Consejo causó El Departamento de Educación retirará la ayuda federal para estudiantes en 2005, lo que precipitó la bancarrota de Decker ".

### Candidatura para gobernador de Nueva York, 2005–06
Después de ser gobernador de Massachusetts, Weld se mudó a Nueva York en 2000. El 24 de abril de 2005, se informó que estaba en conversaciones con los republicanos de Nueva York para postularse para gobernador de Nueva York en 2006, contra el probable nominado demócrata Eliot Spitzer. El actual gobernador republicano George Pataki anunció el 27 de julio que no buscaría un cuarto mandato. El 19 de agosto de 2005, Weld anunció oficialmente su candidatura para gobernador de Nueva York, buscando convertirse en la segunda persona después de Sam Houston en servir como gobernador de dos estados diferentes de Estados Unidos. 
En diciembre de 2005, Weld recibió el respaldo de los presidentes de condado republicanos del estado de Nueva York durante una reunión de presidentes de condado. El 29 de abril de 2006, Weld recibió la nominación del Partido Libertario para gobernador de Nueva York. Según los informes, Weld ofreció a su principal rival para la nominación, el exlíder de la Asamblea Republicana John Faso, la oportunidad de unirse a su boleto como candidato a teniente gobernador, una oferta que Faso, según los informes, rechazó. Faso obtuvo un apoyo cada vez mayor de los líderes del partido en varios condados, incluidos Westchester y Suffolk, los cuales tenían un gran número de delegados a la convención estatal.
El 1 de junio de 2006, la Convención del Estado Republicano votó 61% a 39% para respaldar a Faso sobre Weld. El 5 de junio, Stephen J. Minarik (el presidente del Partido Republicano del estado y el defensor más destacado de Weld), pidió a Weld que se retirara de la carrera en interés de la unidad del partido. Weld anunció formalmente su retirada de la carrera al día siguiente y volvió a la vida privada. Spitzer continuaría derrotando a Faso por el mayor margen en la historia de la gobernación de Nueva York.

### Participación política posterior
Weld respaldó públicamente al exgobernador de Massachusetts Mitt Romney para la presidencia el 8 de enero de 2007; fue copresidente de la campaña de Romney en el estado de Nueva York. El mismo día que Weld respaldó a Romney, el gobernador y la señora Weld también recaudaron $ 50,000 para el comité exploratorio de Romney. Weld personalmente hizo una donación de $ 2,100, el máximo permitido por persona por elección en ese momento. Después de que el máximo permitido subiera a $ 2,300, Weld donó otros $ 200.
Weld también participó activamente en la campaña para Romney en New Hampshire , donde se sabe que ambos gobernadores viajan juntos. Weld apoyó a Barack Obama sobre John McCain en las elecciones generales. Weld respaldó a Romney en las elecciones presidenciales de 2012 . 
En febrero de 2016, Weld respaldó al gobernador de Ohio John Kasich para la nominación presidencial republicana .

### Nominación presidencial libertaria de 2016
El 17 de mayo de 2016, el exgobernador de Nuevo México, Gary Johnson , nominado a la presidencia del Partido Libertario en 2012 y el principal candidato para su nominación en 2016, anunció que su selección de Weld sería su elección para ser candidato a la candidatura. El candidato a la vicepresidencia se nomina formalmente por separado del candidato presidencial y después de este, según las reglas del Partido Libertario, aunque como candidato presidencial Johnson se le permitió hablar por primera vez sobre su respaldo a Weld. Ambos candidatos ganaron sus nominaciones en una segunda votación luego de no lograr una mayoría absoluta en la primera votación.  Weld aceptó la nominación del Partido Libertario para vicepresidente en la Convención Nacional Libertariaen Orlando, Florida, el 29 de mayo.
Durante la campaña, Weld lideró las operaciones de recaudación de fondos, además de aparecer en la televisión nacional y en manifestaciones de campaña en todo el país. Juntos, Johnson y Weld fueron el primer boleto presidencial que consistió en dos gobernadores desde las elecciones de 1948. A pesar de las encuestas más altas que cualquier campaña de terceros desde Ross Perot en 1992, Johnson y Weld fueron excluidos de los debates controlados por la Comisión de Debates Presidenciales y sus números de encuestas disminuyeron posteriormente. 
A nivel nacional, el boleto Johnson / Weld recibió 4,488,919 votos (3.28%), rompiendo el récord del Partido Libertario para el voto absoluto total (anteriormente 1,275,923 para Johnson en 2012 ) y el porcentaje (anteriormente 1,06% para Ed Clark y David Koch en 1980 ).

### Campaña presidencial 2020
El 17 de enero de 2019, Weld se unió al Partido Republicano, aumentando las especulaciones de que se postularía para presidente. El 14 de febrero de 2019, Weld anunció que lanzaría un comité exploratorio presidencial para las primarias republicanas de 2020, contra el presidente republicano Donald Trump. Apareciendo en Bloomberg News, Weld sugirió que podría vencer a Trump en 2020 con la ayuda de votantes independientes. Acusó a Trump en CNN el mismo fin de semana de haber "mostrado desprecio por el pueblo estadounidense". Weld desafió a Trump sobre el tema de la alteración del clima, diciendo que no había hecho ningún esfuerzo para combatir los efectos del calentamiento global. "Tenemos la capa de hielo polar que se derretirá con consecuencias devastadoras si no sacamos el carbono de la atmósfera", dijo Weld a " America's Newsroom ", y señaló que planearía con anticipación una "catástrofe ambiental". 
El lunes 15 de abril de 2019, Weld anunció formalmente su candidatura a la presidencia de los Estados Unidos en The Lead con Jake Tapper. Weld recibió el 1,3% de los votos en las asambleas de Iowa y un delegado comprometido el 3 de febrero. 
Weld suspendió su campaña el 18 de marzo de 2020.

### Otras actividades
Weld es miembro del Consejo de Relaciones Exteriores. Copresidió su Grupo de trabajo independiente sobre América del Norte, que estudió la liberalización de los mercados y el libre comercio entre los Estados Unidos, Canadá y México. Fue director de Leeds, Weld & Co., que se describe a sí mismo como el fondo de capital privado más grande de los Estados Unidos enfocado en invertir en la industria de educación y capacitación. Weld es miembro de la junta directiva de Acreage Holdings. Durante un tiempo, escribió thrillers y obras de ficción histórica. 
En febrero de 2013, Weld apoyó públicamente el reconocimiento legal del matrimonio entre personas del mismo sexo en un escrito amicus presentado a la Corte Suprema de los Estados Unidos. 
Weld se unió al Liberty Tour 2016 de Our America Initiative varias veces, hablando junto a otros líderes y activistas libertarios como el director ejecutivo de la aplicación de la ley contra la prohibición y el exjefe de policía de Baltimore Neill Franklin, Free the People's Matt Kibbe , los activistas republicanos Ed Lopez y Liz Mair, Alex McCobin de Capitalismo Consciente, David Nott de la Fundación Reason, Jeffrey Tucker de la Fundación para la Educación Económica, Carla Howell del Partido Libertario y la autora y periodista Naomi Wolf. La gira aumentó la "conciencia sobre la inclusión de terceros en los debates presidenciales nacionales" y "difundió el mensaje de libertad y pensamiento libertario". 
A lo largo de 2017 y 2018, Weld apareció en varias convenciones estatales del Partido Libertario y respaldó a varios candidatos libertarios en las elecciones de Estados Unidos de 2018. En enero de 2019, Weld cambió su afiliación partidaria a republicana, en preparación para su carrera presidencial como republicano.

## Vida personal
Weld se casó con Susan Roosevelt Weld, una bisnieta de Theodore Roosevelt, el 7 de junio de 1975. Susan Roosevelt Weld era profesora en la Universidad de Harvard especializada en civilización y derecho chino antiguo, y más tarde se desempeñó como Asesora General del Congreso. -Comisión Ejecutiva de China. The Welds tuvo cinco hijos: David Minot (nacido en 1976), profesor de física en la Universidad de California, Santa Bárbara ; Ethel Derby (nacido en 1977), médico; Mary Blake (nacida en 1979), abogada; Quentin Roosevelt (nacido en 1981), un abogado; y Frances Wylie (nacida en 1983), que ha trabajado para los Gigantes de San Francisco . La pareja se divorció en 2002.
La segunda y actual esposa de Weld es la escritora Leslie Marshall . Viven en Canton, Massachusetts . 
Weld es un episcopal .

## Obras
Weld ha escrito tres novelas de mercado masivo:
- Stillwater (2003) ISBN 0-15-602723-2
- Caballa de Moonlight (1999) ISBN 0-671-03874-5
- Big Ugly (2002) ISBN 0-7434-1037-8

## Historia electoral
- Elección presidencial de Estados Unidos 2016
  - Donald Trump / Mike Pence (R), 45.95% (elegido por el Colegio Electoral )
  - Hillary Clinton / Tim Kaine (D), 48.04%
  - Gary Johnson / Bill Weld (L), 3.28%
  - Jill Stein / Ajamu Baraka (G), 1.06%
- Elección del Senado de los Estados Unidos en 1996 en Massachusetts
  - John Kerry (D) (inc.), 52%
  - Bill Weld (R), 45%
- Elección gubernativa de Massachusetts de 1994
  - Bill Weld (R) (inc.), 71%
  - Mark Roosevelt (D), 28%
- Elección de gobernador de Massachusetts de 1990
  - Bill Weld (R), 50%
  - John Silber (D), 47%
- 1978 elecciones generales de abogados de Massachusetts
  - Francis X. Bellotti (D) (inc.), 78.4%
  - Bill Weld (R), 21,6%